# ASC Agouado
Die ASC Agouado (vollständiger Name: Association Sportive et Culturelle Agouado) ist ein Fußballverein aus Französisch-Guayana.

## Geschichte
Der Verein wurde 1996 gegründet, ist in der Gemeinde Apatou beheimatet und gewann 2019 erstmals die nationale Meisterschaft. In der Saison 2014/15 nahm die Mannschaft an der 7. Runde der Coupe de France teil und verlor zuhause gegen den französischen Fünftligisten US Lège Cap-Ferret mit 0:4.

## Stadion
Das Stade de Moutendé bietet eine Kapazität von 1.000 Plätzen.

## Erfolge
- Französisch-Guayananischer Meister: 2019[3]